# Nathan de Medina
Nathan de Medina (* 8. října 1997) je belgický profesionální fotbalista, který hraje na pozici obránce za srbský klub FK Partizan.

## Klubová kariéra
De Medina přišel do Anderlechtu v roce 2004. Svůj debut v prvním týmu si odbyl 19. května 2016 při venkovní prohře 2:5 s Genkem, když odehrál celý zápas.
De Medina podepsal v červenci 2020 smlouvu s bundesligovým nováčkem Arminií Bielefeld poté, co se dohodl na tříleté smlouvě. V březnu 2021 byl vyloučen za bezohledný zákrok na Niclase Füllkruga při prohře 0:2 s Werderem Brémy.

## Osobní život
De Medina se narodil v Belgii a je kapverdského původu.